# Sericipterus
Sericipterus is een geslacht van uitgestorven pterosauriërs, behorend tot de groep van de Breviquartossa, dat leefde tijdens het Laat-Jura in het gebied van het huidige China.

## Naamgeving
De soort Sericipterus wucaiwanensis is in 2010 beschreven en benoemd door Brian Andres, James Matthew Clark en Xu Xing. De geslachtsnaam is afgeleid van het Latijnse sericus, 'zijden' of 'Chinees' dan wel serica, 'zijden stoffen', een verwijzing naar de Zijderoute die langs de vindplaats liep en een gelatiniseerd Klassiek Grieks pteron, 'vleugel', een gebruikelijk element in de namen van pterosauriërs. De combinatie had eigenlijk 'sericopterus' moeten opleveren. De soortaanduiding is afgeleid van het gebied Wucaiwan, dat 'vijfkleurige bocht' betekent, een verwijzing naar het veelkleurige gesteente.

## Fossiel materiaal
Het fossiel, holotype IVPP V14725, is in Sinkiang opgegraven in de Shishugouformatie van het Junggarbassin, Oxfordien, gedateerd tussen de 161.2 ± 0,2 en 158.7 ± 0,3 miljoen jaar oud. Het is bewaard gebleven in een stuk rots van anderhalf bij eeneneenkwart meter. Het bestaat uit een gedeeltelijk skelet met fragmentarische schedel, gedeeltelijke onderkaken, twaalf losse tanden, zes halswervels, negen ruggenwervels, twee sacrale wervels, het rechterschouderblad en ravenbeksbeen, beide opperarmbeenderen, het uiteinde van de rechterellepijp en spaakbeen, het uiteinde van de linkerellepijp, een vingerkootje, van de linkervleugelvinger het eerste derde en vierde kootje, van de rechtervleugelvinger het tweede, derde en vierde kootje, een ischiopubis, twee stukken van achterpoten en een vermoedelijk stuk teenkootje. Het skelet is ten dele versplinterd en ligt maar zeer gedeeltelijk in verband maar is niet sterk samengedrukt. Het is vermoedelijk van een onvolwassen dier, gezien de geringe mate van vergroeiing van de beenderen.

## Beschrijving
De schedel van het exemplaar is uiteengevallen: de snuit is losgeraakt van het in stukken liggende achterste deel en zelf in twee helften gesplitst. De snuit heeft een bewaarde lengte van 146,8 millimeter en het achterdeel is 54 millimeter lang. De schedel is langgerekt met een hoogte van 36 millimeter bij de neusgaten, die 63,2 millimeter van de punt van de snuit liggen. De maximale breedte van de schedel is ongeveer 58,5 millimeter. De snuit is vrij hoog, recht en stevig gebouwd. Het neusgat is zeer langgerekt en ligt ten dele boven de fenestra antorbitalis waarvan het duidelijk gescheiden blijft. Aan de punt van de snuit is een klein en smal uitsteeksel, met een ellipsvormige doorsnede, dat naar achter uitloopt in een lage schedelkam. De verdere precieze vorm en hoogte daarvan is onbekend omdat op de voorste halve centimeter na de bovenkant ervan is afgebroken.
De voorkant van de snuit is verbreed om twee paar zeer lange en spitse tanden te dragen die sterk vooruit gericht zijn. Het eerste paar is zeer hoog in de zijkanten van de snuit gelegen en vrijwel recht. Het tweede paar ligt bijna recht onder het eerste paar en is sterk gebogen en met 53 millimeter nog eens anderhalfmaal langer. Na het tweede paar heeft de snuit een versmalling zodat een rozet gevormd wordt om prooien te vangen; een dergelijk kenmerk was tot nu toe buiten de Pterodactyloidea niet bekend. De overige tanden, voorzien van een glad en glanzend email, zijn alleen los bewaard gebleven; ze zijn naar achteren gekromd en de positie van de tandkassen laat zien dat ze ook iets naar binnen bogen. Om de bek te kunnen sluiten moeten ze bij hun basis daarom iets zijwaarts naar buiten gestoken hebben. De kaaklijn is tussen de tandkassen enigszins golvend. Het derde paar tanden moet het meest fors zijn geweest, naar achteren nemen de tandkassen weer in grootte af tot 24 millimeter en gaan verder uit elkaar staan; het vierde en vijfde paar zijn iets naar achteren gericht. De tandkassen zijn rond, niet ovaal, in doorsnede maar de tanden zelf hebben aan de binnen- en buitenkant scherpe snijranden. Het aantal tanden in de bovenkaak is onbekend maar bedraagt minstens vijf. De beschrijvers schatten dat er zeven tanden aanwezig waren als de tandrij eindigde onder de fenestra antorbitalis.
Het uitsteeksel van de maxilla dat het raakvlak vormt met de neusbeenderen heeft een T-vormige doorsnede, opnieuw een uniek kenmerk. De voorhoofdsbeenderen zijn door de wandbeenderen gescheiden van het achterhoofd. Waar deze elkaar raken, is er een korte dwarse kam op de schedel die achteraan overloopt in een lage kam in de lengterichting, gevormd door de vergroeiing van de wandbeenderen. Het geheel levert een Y-vormige structuur op daar de kam de beennaden volgt. Omdat deze kam erg laag is en niet uitsteekt boven het hoogste achterste deel van de schedel achten de beschrijvers hem niet 'equivalent' aan soortgelijke maar wel naar achteren doorlopende kammen bij de Pterodactyloidea. Omdat dit de eerste keer is dat zulk een structuur bij basale pterosauriërs is aangetroffen, onthouden de beschrijvers zich van de stelling dat er van ware homologie sprake is. De dwarse kam is verder alleen bekend van de pterodactyloïde Gegepterus. Er lijkt geen verbinding te zijn met de snuitkam. De quadratojugalia zijn U-vormig en even lang als hoog; een uniek kenmerk daar ze bij verwante soorten V-vormig en kort zijn.
Van de onderkaken is de voorste vergroeiing, de symfyse, niet bewaard gebleven. De achterste takken van de mandibula zijn vrij smal en vernauwen naar achteren toe. Ze droegen minstens twee tanden maar het totaal en het aantal in de symfyse is onbekend.
De beschrijvers nemen aan dat negen halswervels aanwezig waren. Deze droegen vermoedelijk nekribben maar die zijn niet bewaard gebleven; deze waren verbonden via holle gewrichtsfacetten. De halswervels hebben pneumatische foramina, toegangsgaten voor de luchtzakken naar het holle bot. De meeste halswervels zijn iets langer dan breed en relatief forsgebouwd. Volgens Andres toont het type-exemplaar van Sericipterus dat bij sommige basale pterosauriërs de halswervels achteraan zijdelings verbrede knobbels hebben die een krachtige musculatuur droegen, gebruikt om de nek te heffen. Andere uitsteeksels zouden een zijdelingse beweging van de nek juist belemmerd hebben. Aangenomen dat er veertien ruggenwervels aanwezig waren bedraagt de lengte van deze reeks 168 millimeter. De doornuitsteeksels zijn alle beschadigd maar waren vermoedelijk tamelijk lang, laag en dun. In vorm lijken de wervels sterk op die van verwante soorten. De bewaarde ruggenwervels zijn niet gepneumatiseerd. Het totale aantal sacrale wervels is onbekend. Van de staart is niets bewaard gebleven, van het bekken alleen de samengroeiing van het zitbeen en het schaambeen, een rechterischiopubis.
In het exemplaar zijn het schouderblad en het iets kortere ravenbeksbeen onvergroeid, een sterke aanwijzing dat het niet om een oud dier gaat. Het schouderblad, 71,2 millimeter lang, is niet met een gewrichtsfacet met de ruggengraat verbonden en de schoudergordel kan dus niet extreem naar buiten gedraaid zijn geweest. Het schoudergewricht door beide boten gevormd heeft een zadelvormig oppervlak en bevat onderaan een pneumatisch foramen. Het ravenbeksbeen is recht en 70,3 millimeter lang. Bovenaan is het hoog maar dun, een verticaal plat vlak vormend; naar onderen toe wordt de hoogte steeds minder maar neemt de dikte zo sterk toe dat juist een horizontaal vlak gevormd wordt.
Het 100,2 millimeter lange opperarmbeen lijkt sterk op dat van verwante soorten en heeft een ovale deltopectorale kam. Ook wat er van de onderarmbeenderen bewaard is gebleven, toont geen afwijkende kenmerken. Van de middenhand en de eerste drie vingers is niets bekend op een nauw vingerkootje na. Het derde vleugelvingerkootje is het langste met minstens 148,3 millimeter, daarna volgt het eerste met 127,4 millimeter; het vierde is iets langer dan het tweede: 117,7 tegen 117,4 millimeter. Ze zijn ovaal in doorsnede en hun gewrichtsvlakken zijn uitzonderlijk sterk verbreed tot tweemaal de doorsnede van hun schachten; alleen de pterodactyloïde Dsungaripterus toont dit kenmerk. Het vierde kootje heeft geen richel aan de voorrand, zoals wél bij verwante soorten het geval is en is ongewoon sterk naar achteren gebogen. Het geheel levert een vleugelspanwijdte op van minstens 173 centimeter, wat Sericipterus tot een van de grootste bekende basale pterosauriërs maakt. Daarbij was het exemplaar nog lang niet volgroeid.
De twee stukken ledemaat die in het fossiel zijn aangetroffen zijn tamelijk raadselachtig: van de bekende pterosauriërbotten komen ze in vorm alleen overeen met de vingerkootjes van de eerste drie vingers, met het scheenbeen of met de middenvoetsbeentjes. In dat laatste geval heeft de soort de relatief grootste voeten in de hele Pterosauria, en in absolute zin de grootste pterosauriërvoeten buiten de Pterodactyloidea, want ze zijn met een lengte van 91,1 millimeter erg fors. Als men echter een van de alternatieven zou aannemen, kloppen de verhoudingen nog minder: voor de vingers zijn ze veel te lang en voor het onderbeen te kort.

## Fylogenie
Sericipterus is door de beschrijvers na een nieuwe uitgebreide kladistische analyse door Andres van de basale Pterosauria in de Rhamphorhynchidae geplaatst en meer bepaaldelijk in de Rhamphorhynchinae, als een nauwe verwant van Angustinaripterus. Volgens Andres zou de stamboom er zo uitzien:
|  | Rhamphorhynchus |
|  |                 |
|  | Cacibupteryx    |
|  |                 |

|         | Harpactognathus                                                    |
|         |                                                                    |
| unnamed | \| \| Angustinaripterus \| \| \| \| \| \| Sericipterus \| \| \| \| |
|         | \| \| Angustinaripterus \| \| \| \| \| \| Sericipterus \| \| \| \| |
|         | Angustinaripterus                                                  |
|         |                                                                    |
|         | Sericipterus                                                       |
|         |                                                                    |

|  | Angustinaripterus |
|  |                   |
|  | Sericipterus      |
|  |                   |

|  | Rhamphorhynchus |
|  |                 |
|  | Cacibupteryx    |
|  |                 |

|         | Harpactognathus                                                    |
|         |                                                                    |
| unnamed | \| \| Angustinaripterus \| \| \| \| \| \| Sericipterus \| \| \| \| |
|         | \| \| Angustinaripterus \| \| \| \| \| \| Sericipterus \| \| \| \| |
|         | Angustinaripterus                                                  |
|         |                                                                    |
|         | Sericipterus                                                       |
|         |                                                                    |

|  | Angustinaripterus |
|  |                   |
|  | Sericipterus      |
|  |                   |

|  | Rhamphorhynchus |
|  |                 |
|  | Cacibupteryx    |
|  |                 |

|         | Harpactognathus                                                    |
|         |                                                                    |
| unnamed | \| \| Angustinaripterus \| \| \| \| \| \| Sericipterus \| \| \| \| |
|         | \| \| Angustinaripterus \| \| \| \| \| \| Sericipterus \| \| \| \| |
|         | Angustinaripterus                                                  |
|         |                                                                    |
|         | Sericipterus                                                       |
|         |                                                                    |

|  | Angustinaripterus |
|  |                   |
|  | Sericipterus      |
|  |                   |

|  | Rhamphorhynchus |
|  |                 |
|  | Cacibupteryx    |
|  |                 |

|         | Harpactognathus                                                    |
|         |                                                                    |
| unnamed | \| \| Angustinaripterus \| \| \| \| \| \| Sericipterus \| \| \| \| |
|         | \| \| Angustinaripterus \| \| \| \| \| \| Sericipterus \| \| \| \| |
|         | Angustinaripterus                                                  |
|         |                                                                    |
|         | Sericipterus                                                       |
|         |                                                                    |

|  | Angustinaripterus |
|  |                   |
|  | Sericipterus      |
|  |                   |

Een synapomorfie van Sericipterus met Angustinaripterus is de ellipsvormige doorsnede van het uitsteeksel op de snuit. Andere overeenkomsten, waarvan door gebrek aan gegevens onbekend is of ze de twee taxa van gevonden verwante vormen onderscheiden, zijn de nauwe neusgaten, het naar beneden gericht zijn van het achterste uitsteeksel van het jukbeen en het naar binnen krommen van de achterste tanden. Sericipterus is robuuster gebouwd dan Angustinaripterus. Dat kenmerk deelt hij met hun nauwste bekende verwant Harpactognathus. Eigenschappen die de drie soorten gemeen hebben zijn de kam op de snuit, de golvende kaaklijn en het meer zijwaarts gericht zijn van de tandbasis.

## Levenswijze
Voor pterosauriërs wordt meestal verondersteld dat ze leefden als viseter. Een rozet en lange tanden die konden grijpen of spietsen, zoals bij Sericipterus aanwezig, worden als een speciale bevestiging daarvan gezien. Andres echter wees erop dat de landinwaarts gelegen meerafzettingen waar Sericipterus, Angustinaripterus en Harpactognathus gevonden zijn, zeer wel bosbewonende dieren bewaard kunnen hebben die leefden als rovers van kleine reptielen en zoogdieren. De brede kaken van deze vormen, die niet erg geschikt lijken om het water te doorklieven maar wel de lange tanden een grote bijtkracht konden geven, ziet hij als een aanwijzing voor deze hypothese.